# Put a Little Love on Me
Singles de Niall Horan
Nice to Meet Ya
(2019) No Judgement
(2020)
Put a Little Love on Me est une chanson du chanteur irlandais Niall Horan sortie le 5 décembre 2019 sous le label Capitol Records et apparaît sur l'album Heartbreak Weather.

## Contexte
À propos de la chanson, le chanteur révèle que « s'il n'y avait pas une triste ballade alors ce n'est pas son album » et que la chanson est « potentiellement ma chanson préférée que j'ai écrite ».

## Promotion
Niall Horan annonce la sortie de la chanson et partage un extrait sur les réseaux sociaux le 5 décembre 2019.

## Clip
Le clip est publié en même temps que la chanson et est réalisé par Cameron Busby. Le chanteur est assis au piano, chantant avec une ballerine autour de lui.

## Performance
Horan interprète cette chanson pour la première fois au Congrès du Capitole en 2019, où il annonce également son précédent single Nice to Meet Ya. Le 15 décembre 2019, la chanson est interprétée lors de l'émission Saturday Night Live.